# Tordylium elatum
Tordylium elatum är en flockblommig växtart som beskrevs av Michel Gandoger. Tordylium elatum ingår i släktet Tordylium och familjen flockblommiga växter. Inga underarter finns listade i Catalogue of Life.